# Triplax cyanescens
Triplax cyanescens é uma espécie de insetos coleópteros polífagos pertencente à família Erotylidae.
A autoridade científica da espécie é Bedel, tendo sido descrita no ano de 1868.
Trata-se de uma espécie presente no território português.